# Holorusia nimba
Holorusia nimba är en tvåvingeart som först beskrevs av Alexander 1936.  Holorusia nimba ingår i släktet Holorusia och familjen storharkrankar. Inga underarter finns listade i Catalogue of Life.